# Sumire (modella 1990)
Sumire  (すみれ?), pseudonimo di Sumire Matsubara (松原 すみれ?, Matsubara Sumire; Tokyo, 15 luglio 1990), è una modella, attrice e personaggio televisivo giapponese affiliata all'agenzia Sky Corporation.
È la figlia degli attori Jun'ichi Ishida e Chiaki Matsubara.

## Biografia
Sumire nasce nel 1990 a Tokyo dagli attori Jun'ichi Ishida e Chiaki Matsubara. All'età di sette anni si trasferisce con la madre alle Hawaii, lontano dal clamore mediatico scaturito dal divorzio dei suoi genitori. Dopo le iniziali difficoltà dovute alla lingua, durante l'adolescenza coltiva le passioni per il canto e le recitazione, ottenendo la parte principale nel musical West Side Story organizzato dall'università che frequentava in quegli anni, la Punahou School. Decide così di perseguire la carriera di artista iscrivendosi alla prestigiosa Università Carnegie Mellon di Pittsburgh, in Pennsylvania, dove studia arte drammatica, canto e danza. Tuttavia, dopo due anni, decide di fare ritorno alle Hawaii a causa di alcuni problemi di discriminazione, per poi tornare nel suo paese natale all'indomani del terremoto del 2011.
Una volta in Giappone, le occorre diverso tempo per riabituarsi agli usi e costumi locali ed emergere all'interno dello show business nipponico, riuscendo comunque a farsi un nome grazie alle numerose ospitate in variety show, alle apparizioni in riviste di moda, in spot pubblicitari e alle sue doti recitative. Nel 2014 appare nella serie televisiva statunitense della CBS Hawaii Five-0, ottenendo inoltre la parte di Sarayu nel film The Shack, adattamento cinematografico dell'omonimo romanzo uscito nel 2017.
Negli anni Sumire ha inoltre recitato in vari musical e pubblicato quattro singoli discografici, partecipando altresì all'album Wicked Game de Il Divo, cantando nel brano Crying.

## Filmografia

### Cinema
- The Shack, regia di Stuart Hazeldine (2017)

### Serie televisive
- Hawaii Five-0, episodio 5x3 (CBS, 2014)
- Cabin attendant keiji: New York satsujin jiken (キャビンアテンダント刑事〜ニューヨーク殺人事件〜?) (Fuji TV, 2014)
- Sono o nantoka (そこをなんとか?), episodio 2x2 (NHK BS Premium, 2014)
- Hagane no keisatsu-i (ハガネの警察医?) (TV Tokyo, 2015)
- Ichiro (一路?), episodio 4 (NHK BS Premium, 2015)
- Wonderhatch -Sora-Tobu Ryû no Shima- (ワンダーハッチ -空飛ぶ竜の島?) (Disney+, 2015)

### Teatro
- Goemon, regia di Ken'ichi Okamura (2012)
- Tick, Tick... Boom! (2012)
- Racconto di due città (A Tale of Two Cities) (2013)
- Anything Goes (2013)

## Televisione
- Chūbō desu yo! (チューボーですよ!?) (TBS, 2013-2015, conduttrice)
- Choice of the Week (NHK World, dal 2013, conduttrice)
- Viking (バイキング?, Baikingu) (Fuji TV, 2014-2015, ospite fissa)

## Discografia

### Singoli
- 2013 - Season in the Sun
- 2013 - Tasogare no begin
- 2014 - Promise: Forever
- 2014 - Flower of Love

## Premi e riconoscimenti
Asian World Film Festival
- 2015 - Rising Star Award[4]

Clarino Beautiful Legs Awards
- 2015 - Categoria dai 20 ai 30 anni[8][9]